# Żabi Żleb

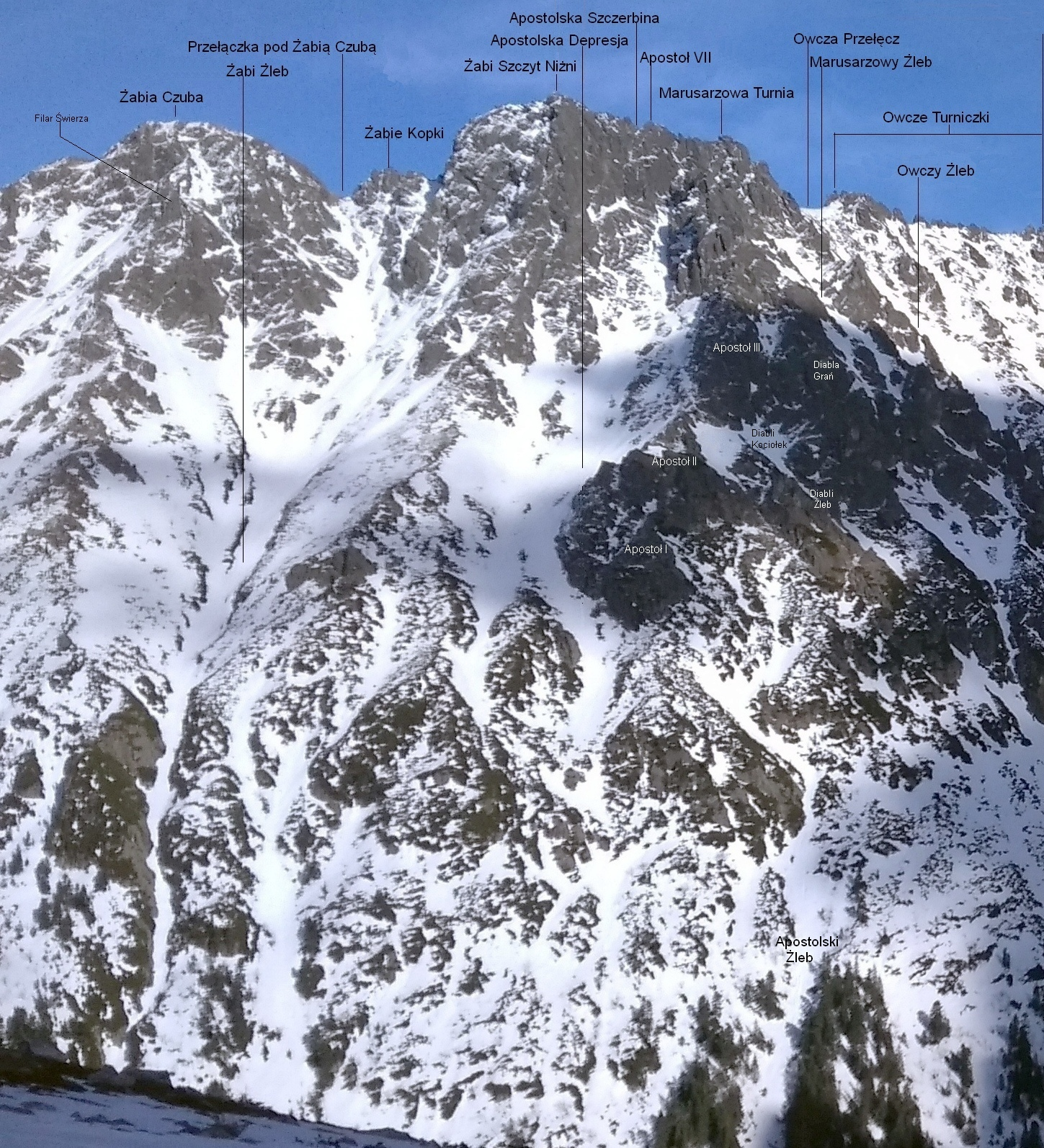

Żabi Żleb (niem. Froschschlucht, słow. Žabí žľab, węg. Békás-vályú) – żleb na zachodnich stokach Żabiej Grani w polskich Tatrach Wysokich. Opada spod Przełączki pod Żabią Czubą (2031 m) nad wschodni brzeg Morskiego Oka (ok. 1400 m). Uchodzi do jego jedynej na wschodnim brzegu zatoki. Koryto w dolnym odcinku żlebu jest płytkie i całkowicie zarośnięte kosodrzewiną. Nieco wyżej, na odcinku około 150 m jest wąskim kanionem o pionowych bocznych ścianach i urwistych progach. Wiele trudnych do pokonania progów występuje również w jego środkowej części, ale wszystkie można obejść z dowolnej strony. Zimą progi żlebu zazwyczaj są całkowicie zasypane śniegiem, wczesną zimą i wiosną tworzą się na nich lodospady
W górnej części Żabi Żleb rozgałęzia się na kilka ramion podchodzących pomiędzy żebra Żabiej Czuby i Żabiego Szczytu Niżniego. Dział wód między sąsiednim na północ Dwoistym Żlebem tworzy Filar Świerza i będąca jego przedłużeniem zachodnia grzęda, zaś między sąsiednią na południe Apostolską Depresją zachodni filar Niżniego Żabiego Szczytu i grzęda będąca jego dolnym przedłużeniem.

## Taternictwo
Żabim Żlebem prowadziły taternickie drogi wspinaczkowe. Pierwsze przejście: A. Ruth Hale i W.H. Paryski 9 września 1936 r. Trudność III do IV w skali tatrzańskiej, czas przejścia 2 godz. Pierwsze przejście zimowe (przy zasypanych progach): L. Górski, J. Hajdukiewicz, Z. Hegerle, K. Jakubowski i J. Staszel 29 marca 1948 r. Pierwszy zjazd narciarski górną i środkową częścią żlebu: K. Lizak, D. Szyłko i D. Zadęcki 2 maja 1997 r. Od 1979 roku północna część Żabiej Grani znajduje się w zamkniętym dla turystów i taterników obszarze ochrony ścisłej Tatrzańskiego Parku Narodowego i TANAP-u.